# 柳生俊睦
柳生 俊睦（やぎゅう としちか）は、江戸時代中期から後期にかけての大和国柳生藩の世嗣。通称は内膳。

## 略歴
8代藩主・柳生俊則の三男。生年は安永5年（1776年）とも。正室は松平忠済の娘。
兄・俊永の早世により柳生藩嫡子となる。寛政5年（1793年）に徳川家斉に拝謁するが、文化2年（1805年）に廃嫡された。代わって、大和国郡山藩から俊豊が養子に迎えられ嫡子となった。

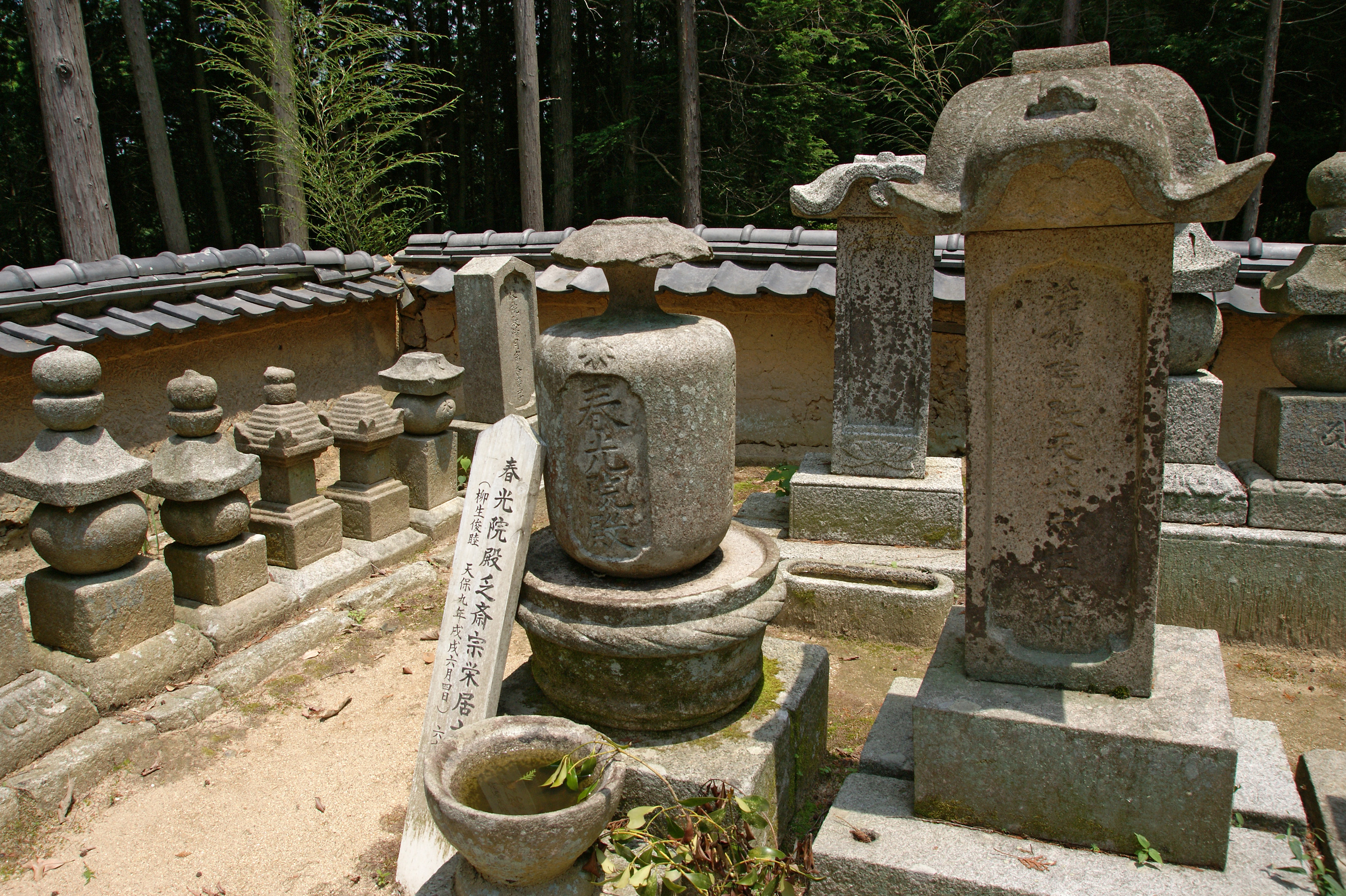
芳徳寺境内にある柳生一族の墓所。中央が俊睦の墓

墓所は奈良県奈良市柳生町の芳徳寺。